# Самарский, Алексей Доминикович
Алексей Доминикович Самарский (ок. 1855 — ?) — русский изобретатель-механик; разработал в 1896 году конструкцию киноаппарата с оригинальным скачковым механизмом для прерывистого продвижения плёнки, фиксирующим устройством, входящим в перфорацию (прототипом контргрейфера), и устройством, регулирующим скорости съёмки и проекции.

## Биография
Самарский А. Д. проживал в Екатеринодаре (совр. Краснодаре). Он придумал свой электрический звонок и телефон, которые пользовались спросом у жителей и были дешевле зарубежных аналогов. Некоторые екатеринодарцы, потеряв веру в казённую связь, установили в своих квартирах сравнительно недорогой электрический переговорный аппарат А. Д. Самарского.
В августе 1894 года Самарский в своём физико-оптическом магазине по ул. Красной № 19 устроил для горожан необычное представление, придуманное ещё англичанином Эдвардом Мейбриджем — «выставку живых фотографий». Фотограф делал несколько снимков какого-либо объекта, потом устанавливал их по кругу в специальном аппарате, и зритель через специальное окошко видел движущиеся, будто ожившие картинки. Главный принцип кинематографа: один большой экран и сидящие перед ним зрители — в следующем, 1895, году представили миру братья Люмьер, а «екатеринодарский хрономотограф» (термин Самарского) сохранился лишь в истории города. Кинематограф же окружными путями вернулся в город в 1907 году.
5 августа 1896 года, двумя годами позднее первого изобретателя И. Яновского, Самарский подал заявку (охранительное свидетельство № 154) на конструкцию кинематографа («хрономотографа»), предназначенного для съёмки движущихся предметов (с частотой 10-20 кадров в секунду) на пластинах. Однако изобретение Самарского осталось на стадии чертежей.
В 2025 году в Краснодарском доме журналистики в ходе всероссийской акции «Ночь музеев» проводится выставка в антураже начала XX века с демонстрацией работ Самарского.